# Acarnânia
Acarnânia (em grego: Ακαρνανία, transl. Akarnanía) era, na Antiguidade, a região montanhosa e arborizada do nordeste da Grécia que se separa do Epiro, ao norte, pelo golfo da Ambrácia, da Etólia, a este, pelo rio Aqueloo, e é limitada ao sul e a oeste pelo golfo de Corinto e pelo mar Jônico.
Seus habitantes eram tidos como bons fabricantes de funda.

## Mitologia
A região era habitada por táfios e teleboanos, até quando Anfitrião entregou Tafos e as ilhas vizinhas para Céfalo, e Céfalo ganhou o controle do continente. Baseando-se em Homero, Estrabão deduz que uma colônia de lacedemônios, liderados por Icário, o pai de Penélope, havia se estabelecido na Acarnânia.
A região foi colonizada por Acarnan e Anfótero, filhos de Alcmeão, filho de Anfiarau, que trouxeram colonos do Epiro para a região. Segundo Éforo, citado por Estrabão, isto ocorreu depois da segunda expedição contra Tebas e antes de Agamenão tomar Argos, antes da Guerra de Troia.

## Geografia

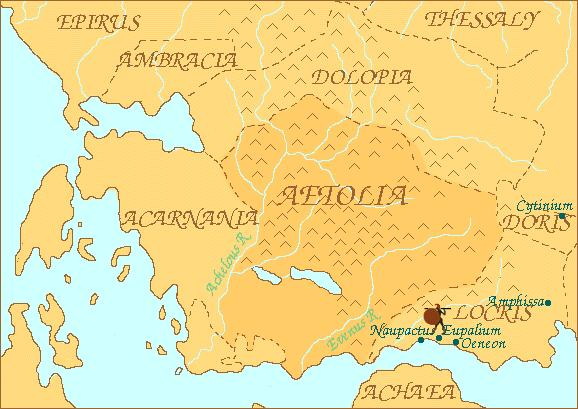
Mapa da Etóla, mostrando, no seu lado ocidental, a Acarnânia.

De acordo com Éforo, citado por Estrabão, a Acarnânia marcava, do lado ocidental, o começo da Grécia, fazendo fronteira com o Epiro. A fronteira entra a Etólia, do lado oriental, e a Acarnânia, do lado ocidental, era o Rio Aqueloo. Ao sul, tanto da Acarnânia quanto da Etólia, ficava o golfo de Corinto, onde desagua o Rio Aqueloo.
Na Antiguidade, as cidades importantes eram Anactorium, que virou um centro comercial de Nicópolis, Stratus e Oeneidae, nas margens do rio Aqueloo, e outras menores, Palaerus, Alyzia, Leucas, Argos Amphilochicum e Ambracia, que se tornaram dependentes de Nicópolis.